# Schlacht bei Prag
Pirna – Lobositz – Prag – Gabel – Kolin – Groß-Jägersdorf – Moys – Roßbach – Breslau – Leuthen – Domstadtl – Olmütz – Neisse – Zorndorf – Hochkirch – Kay – Kunersdorf – Hoyerswerda – Maxen – Koßdorf – Landeshut – Liegnitz – Oschatz – Berlin – Wittenberg – Torgau – Döbeln – Burkersdorf – Reichenbach – Freiberg
Die Schlacht bei Prag am 6. Mai 1757 war die zweite Schlacht im Siebenjährigen Krieg zwischen Preußen und Österreich. Ihr Schlachtfeld lag östlich der Stadt zwischen dem Tal des Botič bei Vršovice und Žižkov, es erstreckte sich über Hrdlořezy bis Prosek.
Die Schlacht spielt eine Rolle in den Balladen Lenore von Gottfried August Bürger und General Schwerin von Georg Wilhelm Heinrich Häring.

## Vorgeschichte
Anfang April 1757 entschloss sich der preußische König Friedrich II. mit vier Heersäulen in Böhmen einzurücken und seinen Marsch auf Prag zu richten, um dort die Österreicher zu schlagen. Ende März war das 19.000 Mann starke Korps des Fürsten Moritz von Anhalt-Dessau über Sebastiansberg auf Komotau und Brüx vorgerückt, um sich dann mit dem König zu vereinigen. Das Korps des Herzogs von Braunschweig-Bevern ging am 20. April über Ullersdorf vor und griff im Gefecht bei Reichenberg erfolgreich ein verschanztes österreichisches Lager an.
Die 35.300 Mann starke Armee des Generalfeldmarschall Kurt Christoph Graf von Schwerin war ab 18. April zwischen Schmiedeberg und Glatz über die schlesische Grenze gegangen. Die preußische Hauptarmee mit 39.400 Mann war unter Führung des Königs ab 20. April von Grottau über Reichenberg auf Jungbunzlau vorgegangen, wo die Vereinigung mit dem Grafen von Schwerin erfolgte.
Am 2. Mai schlossen die Preußen unter Feldmarschall James Keith den Westteil von Prag ein. Der König selbst ging mit der Hauptmacht am 5. Mai bei Selz auf das andere Ufer der Moldau, wo nordöstlich davon auch das Korps des Grafen Schwerin am nächsten Tag seinen Übergang bei Prosek bewerkstelligte.
Die durch den schnellen preußischen Aufmarsch überraschten Österreicher vereinigten rasch 60.000 Mann östlich von Prag. Der Oberbefehlshaber Prinz Karl Alexander von Lothringen nahm Stellung auf der Ostseite der Stadt, auf dem Žižka- und dem Táborberg, eine nach ihrer Meinung unangreifbare Stellung ein, da sie im Norden zur Moldau und Rokytka steil abfiel und im Osten durch eine feuchte, von Bächen durchschnittene Niederung gedeckt wurde. Prinz Karl kommandierte 59 Bataillone, 62 Grenadier-Kompagnien und 182 Schwadronen, er führte am linken Abschnitt, wo sich auch die Reiterei des Grafen Lucchesi versammelte. Im Zentrum führten Feldzeugmeister Graf Königsegg und Baron Kheul die Masse der Infanterie, Feldmarschall Maximilian Browne übernahm am Tabor die Höhenstellungen des Tabor-Berges am rechten Flügel, nördlich davon zusätzlich durch den Roketnitzer Bach gesichert.

## Verlauf

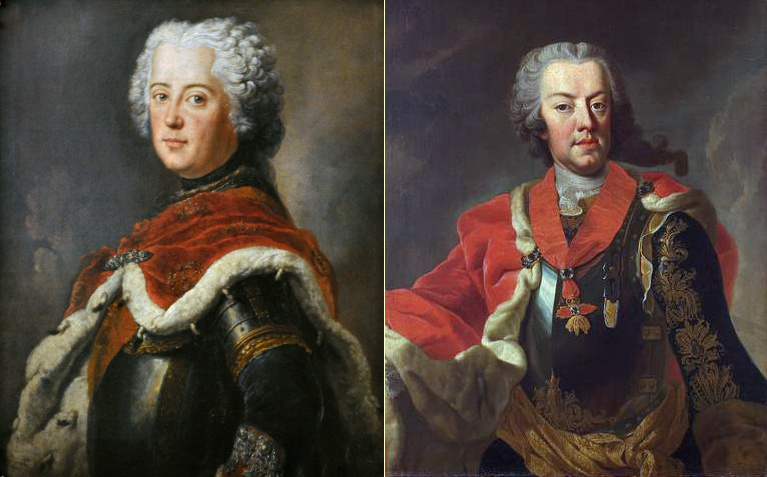
Friedrich II. und Karl Alexander von Lothringen

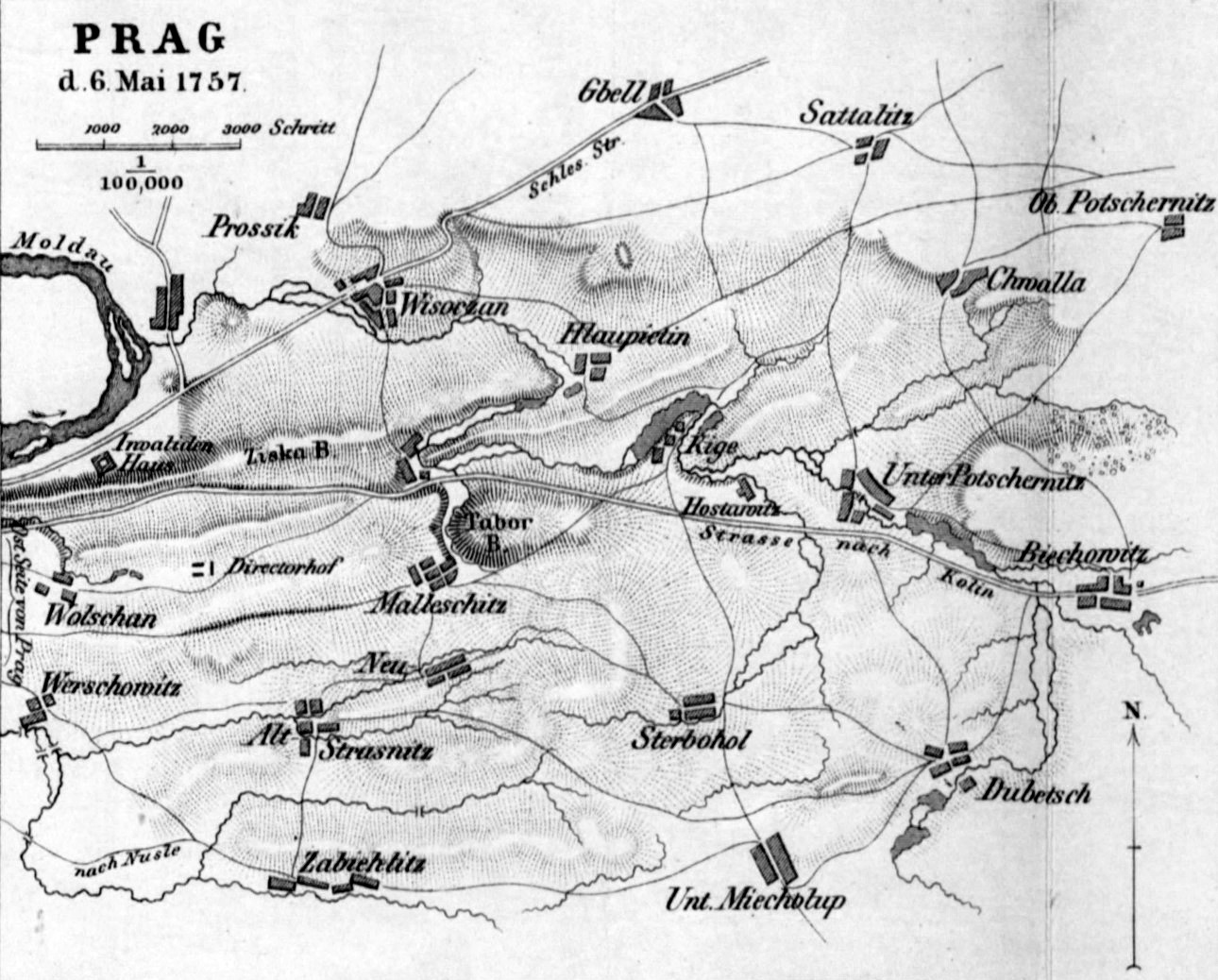
Umgebungskarte der Schlacht von Prag

Der König, der nach seiner Vereinigung mit Schwerin am Morgen des 6. Mai 64.000 Mann bei sich hatte, beschloss den sofortigen Angriff. Der preußische Hauptangriff, vom Grafen Schwerin befehligt, richtete sich vor allem gegen die rechte Flanke des Feindes. Zwar bot der sumpfige Boden dem Vordringen unerwartete Hindernisse; die österreichischen Batterien streckten die preußische Infanterie reihenweise zu Boden, und dieselbe wich zurück. Vergeblich stellte sich der 72-jährige von Schwerin mit der Fahne in der Hand an die Spitze seines Infanterieregimentes Nr. 24. Erst fiel sein Adjutant Graf von Platen und schließlich auch er selbst, von fünf Kugeln durchbohrt, und die Bataillone gingen abermals zurück. Auf der österreichischen Seite nahm man diesen Vorteil nicht wahr, da jede Oberleitung fehlte, Feldmarschall Maximilian Ulysses Browne war tödlich verwundet worden und Prinz Karl aber wegen eines Asthmaanfalles nicht fähig die entscheidenden Befehle zu geben.
Friedrich II. befahl einen neuen Angriff seines zweiten Treffens, der den rechten Flügel der Österreicher westlich von Hostawitz zurückwarf. Dabei drangen der Herzog von Bevern im Zentrum und die Prinzen Ferdinand von Braunschweig und Heinrich von Preußen auf dem rechten Flügel siegreich vor. Zeitgleich versammelte Generalleutnant von Zieten seine Reserve, südlich des Teiches von Unter-Mecholup stießen 45 Schwadronen erfolgreich gegen die rechte Flanke von Lucchesis Reiterei bis zur Sazawa vor. Dadurch verloren die österreichischen Regimenter Harrach und Los Rios ihren Flankenschutz. Der jetzt von den preußischen Infanterie-Regimentern Nr. 1, 3, 13 und 17 angesetzte Angriff beim Dorf Kej wurde vom König durch die Infanterie-Regimenter Nr. 19 und 30 verstärkt, die vom linken Flügel nach Norden hinüber gezogen wurden. Der Hauptstoß wurde in Richtung auf Neu-Straschnitz angesetzt. Die jetzt zurückgeworfene Gefechtslinie der Österreicher wurde von der frischen Division Clerici aufgenommen. Graf Christian Moritz von Königsegg-Rothenfels stabilisierte dabei notdürftig seine Front westlich von Maleschitz bis Neu-Straschnitz.
Ein neuer Angriff des Prinzen Heinrich umfasste die gegnerischen Stellungen westlich von Maleschitz, gleichzeitig drängte im Zentrum der König die Front über Hrdlorzez nach Westen auf die Linie Wolschan-Wrschowitz vor.
Die Schlacht war gegen 15.00 Uhr zu Gunsten der Preußen entschieden, während die Österreicher teils in die Stadt Prag, teils über die Sazawa gedrängt wurden.
Letztere verloren 5.000 Gefangene, den größten Teil ihrer Bagage, 60 Kanonen und 12.000 Mann an Toten und Verwundeten. Der Verlust auf preußischer Seite belief sich auf wenigstens 12.500 Mann. Unter den Toten befanden sich der Feldmarschall Schwerin, Oberst Friedrich Wilhelm III., Herzog von Holstein-Beck und mehrere andere Generale. Auch die schwere Verwundung der hervorragenden Generale Fouqué und Winterfeldt sollten sich auf Kampfkraft und Motivation des preußischen Heeres negativ auswirken. Österreich verlor den Feldmarschall Graf von Browne, der einige Wochen später in Prag an seinen Wunden starb. Nach der Schlacht starben zudem Tausende von Leichtverwundeten am Wundstarrkrampf. Auch der österreichische Generalfeldwachtmeister Graf Perroni war gefallen.

### Belagerung Prags
Friedrich II. hielt mit seinem nunmehr 50.000 Mann starken Heer Prag eingeschlossen und hoffte, es durch Aushungerung und heftige Bombardierung zur baldigen Aufgabe bewegen zu können. Ein Fall der Stadt hätte wahrscheinlich die Niederlage Maria Theresias bedeutet. Doch nachdem der österreichische Feldmarschall Daun in der Schlacht von Kolín am 18. Juni 1757 Friedrich geschlagen hatte, mussten die Preußen die Belagerung aufgeben und sich nach Sachsen zurückziehen.

### Adaption
Verewigt wurden die Ereignisse von Prag unter anderem in zwei Gedichten von Theodor Fontane und in der Filmkomödie Die gestohlene Schlacht.
siehe auch: Geschichte Prags

## Gefallene preußische Generäle
- Kurt Christoph von Schwerin, Generalfeldmarschall, Infanterie-Regiment Nr. 24
- Heinrich Karl Ludwig Herault de Hautcharmoy, Generalleutnant, Infanterie-Regiment Nr. 28
- Georg Friedrich von Amstel, Generalmajor, Infanterie-Regiment Nr. 8
- Christian Friedrich von Blanckensee, Generalmajor, Dragoner-Regiment Nr. 2
- Emanuel von Schöning, Generalmajor, Infanterie-Regiment Nr. 46